# Troe iz Prostokvašino
Troe iz Prostokvašino (in russo Трое из Простоквашино?, Il trio di Prostokvašino) è un film d'animazione sovietico del 1978 prodotto dalla Sojuzmul'tifil'm, primo dell'omonima serie, tratta dal racconto di Ėduard Uspenskij Djadja Fëdor, pës i kot (in russo Дядя Фёдор, пёс и кот?, Lo zio Fëdor, un cane e un gatto).
Il film ha per protagonisti un bambino moscovita chiamato Djadja Fëdor, il gatto Matroskin e il cane Šarik, che per motivi diversi si ritrovano a vivere insieme nel villaggio di Prostokvašino.

## Episodi della serie
- Troe iz Prostokvašino (Трое из Простоквашино, 1978).
- Kanikuly v Prostokvašino (Каникулы в Простоквашино, 1980).
- Zima v Prostokvašino (Зима в Простоквашино, 1984).